# 梅ノ花市五郎
梅ノ花 市五郎（うめのはな いちごろう、1887年6月10日 - 1926年4月5日）は、現在の福井県福井市出身で雷部屋に所属した力士。本名は山田 市五郎（五郎とも）。164cm、105kg。最高位は東前頭4枚目。

## 経歴
1903年5月初土俵、1908年5月十両昇進。1909年6月新入幕。色白で端正な顔立ちが女性に人気があったが、前頭4枚目に躍進したあとは幕内下位に低迷。病を得て十両に陥落した。1915年1月廃業した。

## 成績
- 幕内10場所27勝44敗22休7分預

## 改名
改名歴なし